# Walid Atta
Walid Atta, född 28 augusti 1986 i Riyadh, Saudiarabien, är en svensk fotbollsspelare med etiopisk härkomst som spelar för Bollstanäs SK. Han spelar främst som mittback.

## Klubbkarriär

### Tidig karriär
Atta är uppvuxen i Göteborg och spelade som ung i Angeredsklubbarna IF Stendy, Rannebergens IF och Gunnilse IS. Innan hans tid i Väsby United var han en väldigt lovande anfallare som senare bytte position till mittback.

### AIK
Atta var ett av AIK:s nyförvärv inför allsvenskan 2008 med kontrakt till och med 31 december 2010, men fick ändå viss speltid i samarbetsklubben Väsby United år 2008. Han var med och vann dubbeln med AIK 2009 samt Supercupen 2010. Sensommaren 2010 prioriterades Atta ner – alternativt uttryckt: "stängdes av" – av AIK till förmån för andra spelare efter att han inte förlängde sitt kontrakt som löpte ut i slutet av år 2010. 

### Senare karriär
Efter åren i AIK blev det spel i Kroatien och med klubbarna Lokomotiva och Dinamo Zagreb mellan 2010 och 2012. Atta värvades sedan hem till Sverige av Helsingborgs IF, där det blev 31 matcher.
Den 7 mars 2014 skrev Atta på ett treårskontrakt med BK Häcken.
Sommaren 2015 flyttade Walid Atta till den turkiska klubben Gençlerbirliği. Han spelade bara fyra ligamatcher för klubben. I februari 2016 presenterades Atta som ett nyförvärv hos Östersunds FK.
I januari 2017 värvades Atta av saudiarabiska Najran SC, som föregående säsong åkte ur högstadivisionen. I februari 2019 skrev Atta på för Hittarps IK. I juni 2019 gick han till division 3-klubben FoC Farsta. Inför säsongen 2020 gick Atta till Segeltorps IF.

## Landslagskarriär
Atta representerade tidigare Sveriges U21-landslag. Den 11 oktober 2014 debuterade han för Etiopiens landslag i en 2–0-förlust mot Mali.

## Meriter
AIK
- Allsvenskan – SM-guld 2009
- Svenska cupen – 2009
- Svenska Supercupen – 2010

 Helsingborgs IF
- Svenska Supercupen – 2012

## Matcher och mål
Följande statistik (matcher/mål) avser enbart seriematcher:
- 2010 (1): 10 / 1 (AIK)
- 2009 (1): 8 / 0 (AIK)
- 2008 (1): 11 / 0 (AIK)
- 2008 (2): 5 / 1 (Väsby)
- 2007 (3): ? / ?  (Väsby)
- 2006 (2): 10 / 1 (Väsby)

Parenteserna = 1: Allsvenskan, 2: Superettan, 3: Division 1 Norra,